# Peania
Peania (tiếng Hy Lạp: ?) là một khu tự quản ở vùng Attiki, Hy Lạp. Khu tự quản Peania có diện tích 53 km², dân số theo điều tra ngày 18 tháng 3 năm 2001 là 19767 người.